# Takashi Hamori
 (mai 2025).
Si vous disposez d'ouvrages ou d'articles de référence ou si vous connaissez des sites web de qualité traitant du thème abordé ici, merci de compléter l'article en donnant les références utiles à sa vérifiabilité et en les liant à la section « Notes et références ».
Takashi Hamori (刃森 尊, Hamori Takashi) est un mangaka Japonais.

## Ses mangas
- Noritaka (1991-1994, 18 volumes) - Dessin seulement
- Tama no ken (1995, 2 volumes)
- Katsuo (1997-1999, 10 volumes)
- Gorio (2001-2002, 7 volumes)
- Densetsu no atama (2003-2004, 11 volumes) - Dessin seulement
- Taiman ryourinin musashi (2006, 3 volumes)
- Nature Jimon (2007, 6 volumes) - Dessin seulement